# 삼총사 (1948년 영화)
삼총사(The Three Musketeers)는 미국에서 제작된 조지 시드니 감독의 1948년 액션, 스릴러, 드라마 영화이다. 알렋상드르 뒤마의 동명의 소설을 바탕으로 제작되었다. 라나 터너 등이 주연으로 출연하였고 팬드로 S. 버먼 등이 제작에 참여하였다.

## 출연

### 주연
- 라나 터너
- 진 켈리
- 준 앨리슨
- 밴 헤플린
- 안젤라 랜즈베리
- 프랭크 모건
- 빈센트 프라이스
- 키넌 윈
- 존 슈튼
- 기그 영
- 로버트 쿠트
- 레지날드 오웬
- 이안 케이스
- 패트리샤 메디나

## 제작진
- 원작자: 알렉상드르 뒤마 페레
- 미술: 세드릭 기븐스
- 미술: 말콤 브라운
- 의상: 월터 플렁킷